# Loučany
Loučany (deutsch Lautschan) ist eine Gemeinde in Tschechien. Sie liegt 13 Kilometer westlich des Stadtzentrums von Olomouc und gehört zum Okres Olomouc.

## Geographie
Loučany befindet sich am Fuße der Zábřežská vrchovina in der Obermährischen Senke (Hornomoravský úval). Das Dorf liegt beiderseits des Flüsschens Šumice. Nordwestlich des Dorfes verläuft die Bahnstrecke Červenka – Prostějov; die nächste Bahnstation ist Náměšť na Hané.
Nachbarorte sind Senice na Hané im Norden, Náklo, Příkazy und Skrbeň im Nordosten, Křelov-Břuchotín, Řepčín und Vojnice im Osten, Těšetice und Rataje im Südosten, Nová und Drahanovice im Süden, Ludéřov und Střížov im Südwesten, Náměšť na Hané und Biskupství im Westen sowie Nové Dvory im Nordwesten.

## Geschichte
Die erste schriftliche Erwähnung von Lucaz erfolgte 1131 in einem Güterverzeichnis des Olmützer Bischofs Heinrich Zdik. Im Jahre 1269 war Andreas de Luchan Besitzer des Gutes Luchan. Der Olmützer und Prager Domherr Wernher erwarb um 1300 Teile des Gutes. Im 14. Jahrhundert bestand hier ein Freihof mit zwei Mühlen. Im Jahre 1348 ist Wok von Kunstadt auf Lišnice als Besitzer eines Teils von Luczan nachweislich, ein weiterer gehörte Niklas von Duban. Wenig später fiel Woks Anteil Boček von Kunstadt auf Lišnice zu und nach dessen Tode 1355 gemeinschaftlich seiner Witwe Anna und den Söhnen Smil I. († 1396) und Friedrich († 1385). Im Jahre 1364 kaufte Smil von Kunstadt den anderen Anteil dem Veit von Luczan ab und überschrieb seiner Frau Katharina von Wildenberg eine Morgengabe von 240 Mark auf die Güter Lautschka, Lautschan und Klein Senitz. 1376 war das Gut gemeinschaftlicher Besitz von Smil und dessen Bruder Erhard (Heralt) von Kunstadt auf Lišnice. Erhard verkaufte das Gut einschließlich des Freihofes und zwei Mühlen im Jahre 1378 für 600 Mark an Stephan von Dolein, Prior der Kartause „Vallis Josaphat“ in Dollein. Der Kauf wurde 1406 durch Markgraf Jobst von Mähren bestätigt. Das Prädikat von Luczan verwendeten Smils gleichnamiger Sohn Smil (II.) und Erhard von Kunstadt noch bis 1418, obwohl sie das Gut schon nicht mehr besaßen. Im Jahre 1512 wurde der Ort als Lučany, ab 1518 als Laučany, 1669 als Lauczan und ab 1677 als Lautschan bezeichnet. Die Matriken werden seit 1714 in Senice na Hané geführt.
Am 24. Juli 1717 erwarb Rudolf Christoph Freiherr von Witten das Gut Laucžian einschließlich des Hofes Klein Latein für 29.400 Rheinische Gulden von der Kartause „Domus Vallis Josephus“ in Olmütz und schloss es an seine Allodialherrschaft Chudwein (Chudobín) an. Da Witten keine eigenen Söhne hatte, erbte 1733 sein Stiefsohn Franz Reinholdt Freiherr von Andlern den Besitz unter der Bedingung der Weiterführung des Namens Witten. Später wurde Franz Reinholdt von Andlern-Witten in den Grafenstand erhoben. Ihn beerbte 1766 sein ältester Sohn Rudolf, der 1778 kinderlos verstarb. Aus dem Jahre 1771 ist die lateinische Namensform Lauczanium überliefert. Rudolfs Bruder Philipp von Andlern-Witten ließ 1786 den Hof Klein Latein parzellieren und die Siedlung Andlersdorf anlegen. Zwei Jahre später verpachtete er Chudwein mit Lautschan für jährlich 7000 Gulden an Joachim von Stettenhofen. Nach Philipp von Andlern-Wittens Tod fiel der Besitz 1801 seiner Nichte Anna von Gilleis zu, die eine geborene von Spindler war. Diese veräußerte die Güter im Jahr darauf für 306.000 Gulden an den Schönberger Kaufmann Franz Xaver Tersch. 1819 erbte dessen ältester Sohn Anton Ritter Tersch Chudwein mit Lautschan, der jüngere Sohn Franz erhielt 1823 Johrnsdorf. Im Jahre 1834 bestand Lautschan aus 84 Häusern, in denen 524 durchweg hannakisch sprechende Personen lebten. Zum Gut gehörten neben dem Dorf Lautschan noch Andlersdorf und 28 Häuser von Klein Latein. Bis zur Mitte des 19. Jahrhunderts blieb das Dorf immer nach Chudwein untertänig.
Nach der Aufhebung der Patrimonialherrschaften bildete Loučany/Lautschan ab 1850 eine Gemeinde in der Bezirkshauptmannschaft Olmütz. 1875 nahm die Grundschule den Unterricht auf, zuvor bestand eine Trivialschule. Ab 1921 gehörte die Gemeinde zum Okres Olomouc-venkov. 1949 kam Loučany zum Okres Olomouc-okolí und seit 1961 gehört der Ort zum Okres Olomouc. 1974 wurde das Dorf nach Náměšť na Hané eingemeindet. Nach der Samtenen Revolution löste sich Loučany Ende 1990 wieder von Náměšť los und bildet seither eine eigene Gemeinde. Zu Beginn des Jahres 2005 lebten in den 220 Häusern von Loučany 635 Personen.

## Gemeindegliederung
Für die Gemeinde Loučany sind keine Ortsteile ausgewiesen.

## Sehenswürdigkeiten
- Kapelle der hll. Florian und Isidor, erbaut 1724
- Kreuz
- Marienstatue